# HK Partizan
A Hokejaški klub Partizan Beograd (szerbül: Хокејашки клуб Партизан) egy szerb jégkorongcsapat melynek Belgrádban van a székhelye. A klubot 1948-ban alapították, hazai mérkőzéseit a Pionir Jégcsarnokban játssza. Jelenleg a szerb első osztályban szerepel. 20 bajnoki címével a Partizan a legsikeresebb szerb jégkorongcsapat. Kétszer nyerte meg a Slohokej League elnevezésű nemzetközi jégkorongbajnokságot, és egyszer a Balkán Ligát.

## Története

### Partizan 1948-1991
A belgrádi jégkorongcsapat 1948-ban alakult a JSD Partizan sportegyesület szakosztályaként. Első részvétele alkalmával egyből bajnoki címet szerzett a jugoszláv bajnokságban, amelynek döntőjét Ljubljanában rendezték meg február 26-tól és 29-ig, a döntőbeli ellenfél pedig a HDD Tilia Olimpija volt.
1951 és 1955 között a Partizan messze a legerősebb jégkorongcsapat volt az országban, ez idő alatt öt bajnoki címet szerzett. A fekete-fehérek abban az időben egymást követő 19 alkalommal hagyták el győztesen a játékteret, 142:23-as gólarányt felmutatva. Ebben az időszakban a csapat legjobb játékosai Dr. Zlatko Kovacevic, Milan Jovanovic, Nikola Stanimirović, Luce Žitnik, Gentaro Ladocki, Josip Breľice, Alfred David, Boris Renaud, Mico Dušanović és Blazo Piperski voltak.
Később, mivel több kulcsjátékos is távozott, a Partizan elveszítette vezető szerepét a bajnokságban, legközelebb csak 1986-ban tudtak újra az élen végezni, mindössze egy kupagyőzelmet tudtak felmutatni 1966-ban. A hetvenes években többször megesett, hogy a Partizan kiesett az élvonalból, igaz mindegyik alkalommal egyből vissza is jutott a csapat az első osztályba. Ebben az időszakban játszott a klubnál Zvonko Mihajlovski, Milánó és Slobodan Obradović, Rashid és Semsa Šemsedinović, Bojan és Lazar Milovanovic és Goran Obradović.
1986-ban szerezte meg a csapat a hetedik banki címet és ez volt az első olyan bajnokcsapat, amelyben nem csak szerb nemzetiségű játékosok kaptak szerepet. A kapus Dominik Lomovšek, Ignác Kavec, Blaž Lomovšek, Andrej Vidmar és Matjaž Ogrin szlovén származásúak voltak, mellettük játszott még a kanadai Matičuk Francis és a csehszlovák Vladimir Bednaž és Vladimir Kostka. Mindezek mellett egy erős, jobbára válogatottakból álló szerb mag is kialakult, olyan nevekkel mint Lazar Dunda, Goran Obradovic, Andrej Jovanovic, Milos Piperski, Bojan Bertus, Rade Milanovic, Boško Šutić, Predrag Bodrožić, a vezetőedző pedig Pavel Kavčič volt.
Az 1986-os döntőt a HK Acroni Jesenice csapatával vívták. Az első mérkőzést a Partizan 4-2 arányban nyerte, majd győzött és visszavágott a Jesenice egy 6-3-as győzelemmel, azonban a döntő mérkőzést Belgrádban a hazaiak nyerték meg 3-2-re, így magasba emelhették a bajnoki serleget is. A következő idényben a BEK-ben is indult a csapat, ott a második fordulóig jutottak. Az 1980-as évek végén olyan játékosok fordultak meg a klubnál mint Viktor Doroščenko vagy Aleksandar Murašov.
Az 1990-1991-es szezont és Jugoszlávia felbomlását követően a Partizan szerb színekben folytatta a versenyzést.

## Sikerek
- Slohokej Liga: 2011, 2012
- Balkán Liga: 1994
- Szerb bajnokság: 1994, 1995, 2006, 2007, 2008, 2009, 2010, 2011, 2012, 2013, 2014, 2015, 2016
- Jugoszláv bajnok: 1948, 1951, 1952, 1953, 1954, 1955, 1986
- Jugoszláv/Szerb kupagyőztes: 1966, 1986, 1995

## További információ
- HK Partizan az eliteprospects.com oldalán